# Костури, Идомене
Идомене Костури (алб. Idhomene Kosturi; 15 мая 1873, Корча, Османская империя — 5 ноября 1943, Дуррес) — албанский политический, государственный и общественный деятель. 7-й Премьер-министр Княжества Албания в 1921 году. Регент.
Второй православный христианин, возглавивший правительство Албании.

## Биография
Сын учителя, активиста Албанского национального возрождения. В молодости несколько лет жил в Бостоне, США, где изучал историю. После своего возвращения в Албанию в 1905 году присоединился и стал членом Подпольного комитета освобождения Албании (Komiteti i fshehtë për lirinë e Shqipërisë), который выступал за независимость Албании от Османской империи, стал вице-президентом этой организации.
В 1913 году поселился в Дурресе. Был видным представителем Албанской автокефальной православной церкви. Во время Первой мировой войны командовал партизанским отрядом (eta).
Был делегатом национальных конгрессов в Дурресе в 1918 году и Люшне в 1920 году. В 1920 году назначен министром почты и телеграфа.
С 12 декабря 1921 года в течение 12 дней исполнял обязанности премьер-министра Албании.
Подписал приказ об изгнании греческого епископа Яковоса (противника Албанской автокефальной православной церкви) из Корча.
В марте 1922 года Костури принял участие в антиправительственной акции протеста. Схваченный жандармерией, был приговорён к тюремному заключению, но вскоре амнистирован по случаю национального праздника. В 1924 году вошёл в состав правительства в качестве заместителя премьер-министра Фана Ноли, после отставки правительства эмигрировал в Вену.
Вернулся в политику в октябре 1943 года в качестве председателя прогерманского Национального собрания (Kuvendi Kombëtar). 25 октября 1943 года стал председателем Конституционного собрания Албании. Объявил официальный нейтралитет Албании во Второй мировой войне.
Застрелен при выхода из дома в Дурресе, связанным с коммунистической партией Албании Кола Лаку.  Лаку был приговорен к смертной казни и повешен в 1944 году.
Власти Италии назвали в честь Костури центральную площадь Тираны перед бывшим зданием Ассамблеи Албании (ныне Площадь Скандербега).
После прихода в власти коммунистов Костури называли «предателем» и «агентом гестапо», его имущество было национализировано.